# Smøla
Smøla és un municipi situat al comtat de Møre og Romsdal, Noruega. Té 2.141 habitants (2016) i té una superfície de 281.82 km². El centre administratiu del municipi és el poble de Hopen.